# 羅通 (羅通掃北)

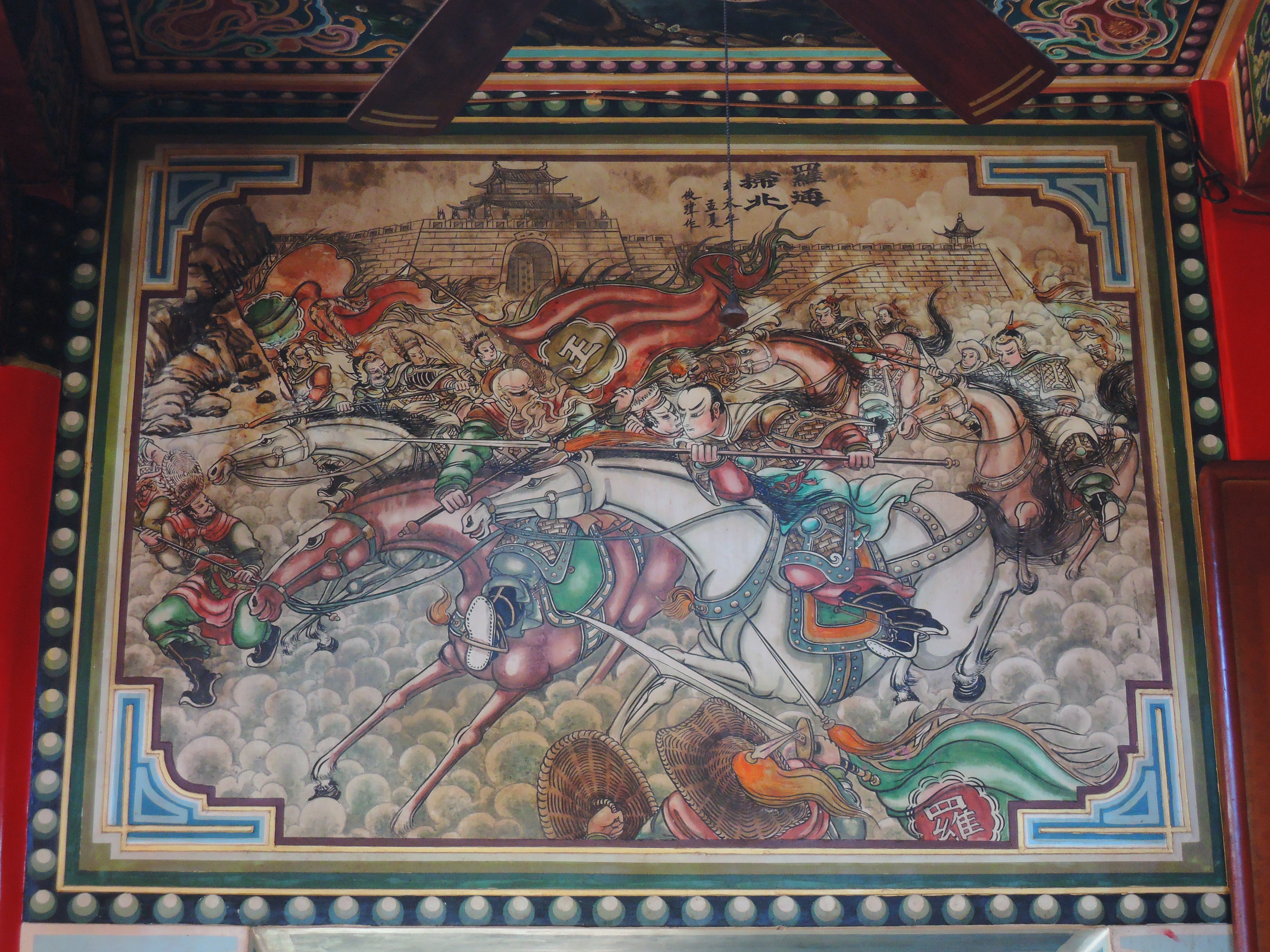
廟宇彩繪素材：羅通掃北（攝於台灣澎湖的菜園東安宮）

罗通是清代章回小說《說唐後傳》裡的《說唐小英雄傳》又稱《羅通掃北》男主角，不是史實人物。

## 传说
小說中，他是湖北襄陽人，隋末唐初名將羅藝之孫，大唐名将罗成之子；唐太宗貞觀四年(公元629年)，與李靖共領唐軍，攻打阿史那王朝東突厥國（今新疆一帶）。
戰爭裏，唐太宗被困於鎖陽城，羅通前來救駕，羅通之弟羅仁被東突厥的「屠爐公主」以飛刀刺死。羅通則被屠爐俘虜，被迫發誓娶屠爐為妻，否則慘死，戰勝卻違背約定，休棄屠爐。
誓言终于生效，在薛丁山征西戰役裡，罗通在界牌關被哈密軍層層包圍，被敵人刺穿腹部，他拉出自己大腸小腸纏綁腰部，繼續力戰，將敵手砍死後一命嗚呼，是為盤腸大戰，享年五十。後來「盤腸大戰」變成民間常用語，意如「奮鬥不懈」。
民間說法，唐朝追贈羅通為「護國公、兵馬都元帥」，其弟羅仁為「護國大將軍、中書舍人」（簡稱「護國舍人」），合稱「羅府二王公」，廣為道教、民間信仰立廟奉祀至今。

## 戲劇角色
罗通故事，也多被編成京劇、歌仔戲等各地戲劇，甚至被用在廟宇籤詩上。
- 《觀音籤一百首》 第十三籤  古人羅通拜帥 中籤
  - 自小生身富貴家 眼前萬事總奢華
  - 邀君賜受金魚袋 四海傳名足可誇

## 廟宇
- 護國舍人廟 在金門縣金沙鎮六甲鶯山廟，並祀有羅通、羅仁 封神【羅通元帥.羅舍人】
- 罗通庙 在金山区亭林镇

## 參 考
- 《羅通掃北》

## 影視形象
- 中國電視公司歌仔戲《羅通掃北》（1991年）：由黃香蓮飾演羅通